# Jezioro Jeleńskie (Pojezierze Myśliborskie)
Jezioro Jeleńskie – jezioro położone wśród wzgórz morenowych w rynnie polodowcowej, na północny wschód od wsi Jelenin i na zachód od wsi Brwice (jezioro znajduje się pomiędzy nimi), w południowo-zachodniej części województwa zachodniopomorskiego. Wchodzi w skład Pojezierza Myśliborskiego. Zbiornik połączony jest ciekiem z Jeziorem Narost.
Zbiornik jest pozostałością po rynnie polodowcowej, z tej racji ma kształt zbliżony do litery T.
W odległości 1 km od miejscowości Jelenin znajduje się plaża, plac zabaw i pole biwakowe. Woda w jeziorze ma II klasę czystości. W jeziorze znajdują się wszystkie gatunki ryb, włącznie z sieją i sielawą, co stanowi o atrakcyjności tego akwenu dla wędkarzy.